# Herrgottsruhkapelle (Lauingen)

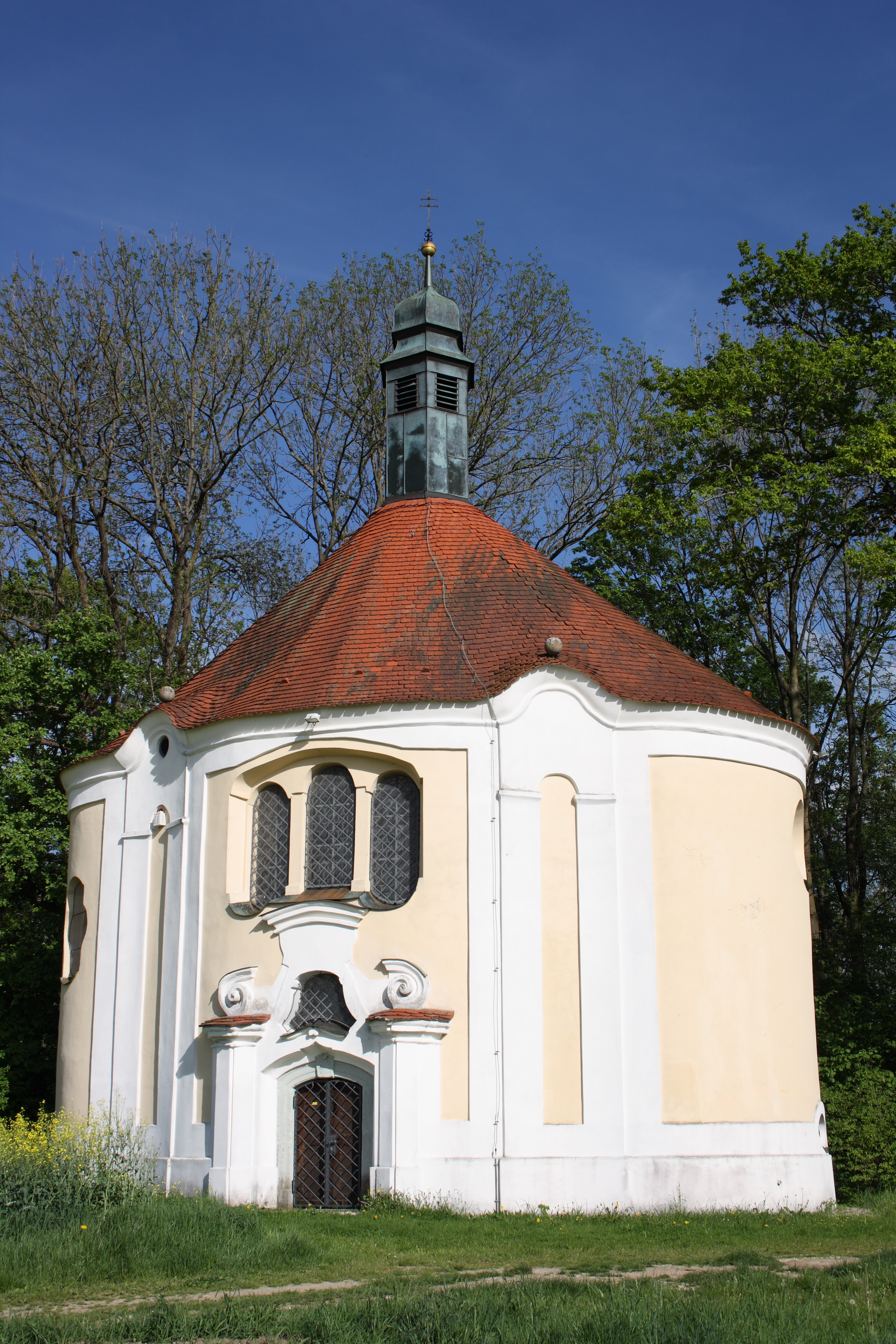
Herrgottsruhkapelle in Lauingen

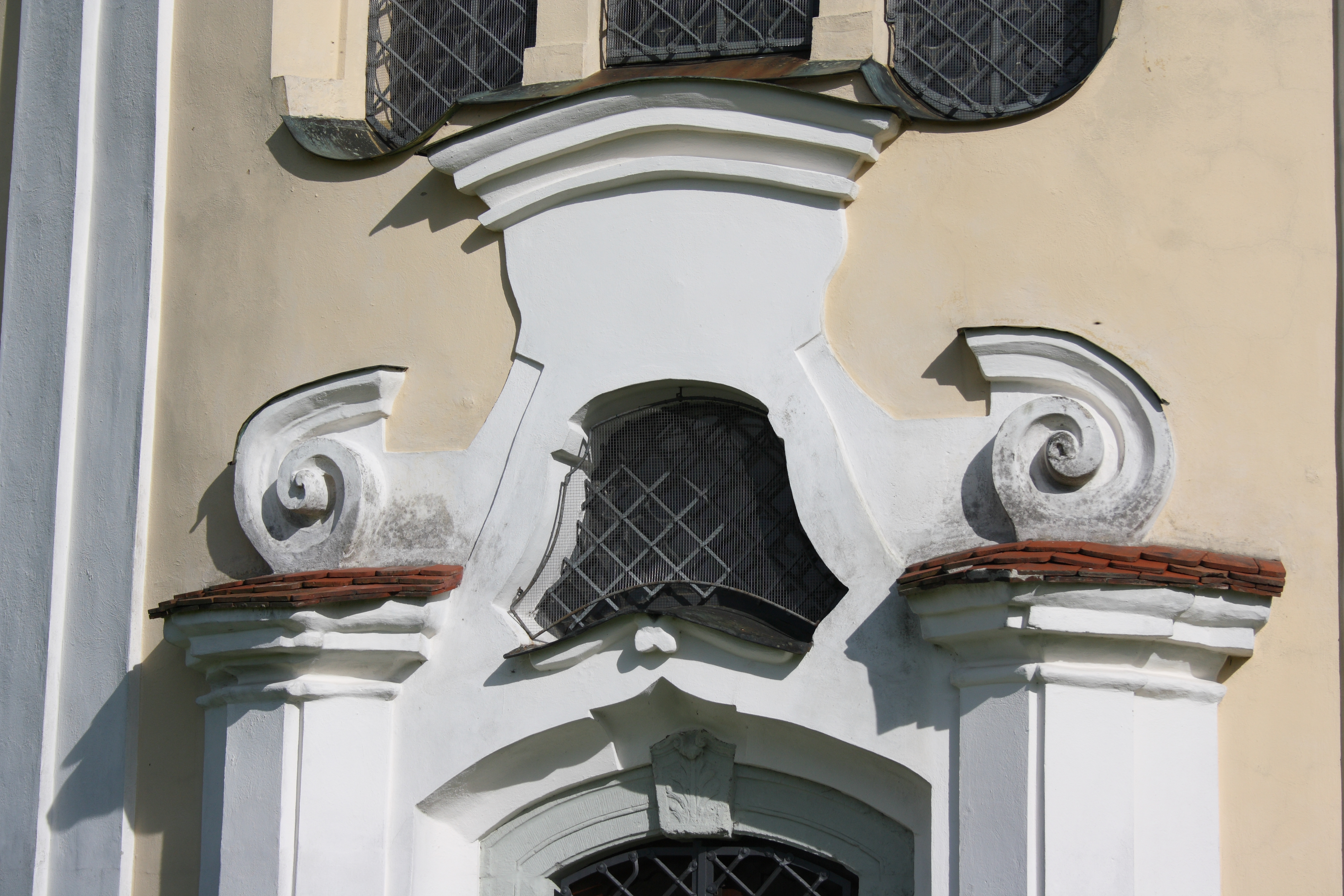
Portal

Die katholische Herrgottsruhkapelle ist ein Kirchengebäude in Lauingen, einer Stadt im schwäbischen Landkreis Dillingen an der Donau in Bayern. Sie wurde 1750 errichtet. Die Kapelle am nördlichen Terrassenrand des Donautales in Richtung Dillingen an der Donau ist ein geschütztes Baudenkmal.
Es existierten Vorgängerbauten der Herrgottsruhkapelle an verschiedenen Stellen. Die heutige Kapelle wurde 1750 von Joseph Hieber errichtet.

## Architektur
Der Zentralbau mit Zeltdach wird von einer sechsseitigen Laterne mit Zwiebelhaube bekrönt. Der Bau mit einem querovalen Außengrundriss besitzt eine Wandgliederung mit hohen Rundbogenblenden zwischen Lisenen, darüber ist ein aufgewölbtes Gesims. Über dem nördlichen Portal und an der Südseite befinden sich nischengerahmte, dreiteilige Fenster. Der Innengrundriss besteht aus einem länglichen Vierpass. Die Seitenräume sind mit einem Tonnengewölbe gedeckt, der Hauptraum besitzt ein Muldengewölbe.

## Ausstattung
Die Fresken wurden 1791 von Johann Baptist Enderle geschaffen. Im Chor sind zwischen zwei Engeln Kelch, Hostie und das Buch mit sieben Siegeln dargestellt. Im Kirchenraum sind Christus in der Glorie und darunter ein Kreuz und die heiligen Büßer zu sehen.